# AKB48 明日までもうちょっと。
AKB48 明日までもうちょっと。（エーケービーフォーティエイト あすまでもうちょっと）は、AKB48（出演メンバーは週替わり）とK太郎がパーソナリティを務める、文化放送のラジオ番組。『レコメン!』内のフロート番組で、毎週月曜日23:35 - 23:50JST。他6局で放送。2007年10月1日放送開始、2012年3月26日終了。略称「あすもちょ」。

## 概要
地上デジタル音声放送実用化試験局及びインターネットストリーミングの「超!A&G+」でも、同年10月から多くの地方で放送されている30分に再編集したバージョンを放送していた（地上デジタル音声放送分は2011年3月の全試験局廃局により終了）。
- 2007年10月3日 - 2009年4月1日は毎週水曜日21:00 - 21:30、毎週木曜日11:00 - 11:30リピート放送。
- 2009年4月10日 - 2010年10月1日は毎週金曜日24:30 - 25:00、翌週の月曜日12:30 - 13:00リピート放送。
- 2010年10月6日 - 2011年3月30日は本放送が水曜日24:00-24:30、リピートは毎週木曜日12:00-12:30。
- 2011年4月10日 - は毎週日曜日24:00-24:30に移動、初めてリピート放送が無くなった。

2011年6月2日には、放送日ではないが1時間半のスペシャルバージョン「NEWアルバムまでもうちょっと。〜ここにいたことスペシャル〜」が放送された（発売日のちょうど1週間前）。終了後に「AKB48秋元才加・宮澤佐江のうっかりチャンネル」が続いたため、都合2時間、通しでAKB48関連の番組だった。

## コーナー
アイドル強化訓練所 プログラム
『アイドル度アップ番組!』と称し、K太郎が週ごとにAKB48のメンバーに対し、様々な試練にチャレンジさせるプログラム。
2008年3月ごろまでは週替わりで以下の企画をやっていたが、現在は毎週様々な企画を行っている。
- 1週目「想像力強化週間」 - K太郎が出す問題が何のことを意味しているか当てる。想像力を鍛える訓練。
- 2週目「セリフ王は誰だ!」 - 様々な設定が書かれた紙の入ったBOXの中から1枚をひき、セリフを答える試験。演技力を鍛える訓練。
- 3週目「K太郎プレゼンツ ベタゲームショー!」 - テレビ番組に出演したときのベタなゲームをあらかじめラジオの中で予習する訓練。
- 4週目「ふつおた SHOW-KAI」 - 番組に届くお便りを紹介。
- 5週目 スペシャルプログラム。 - ノリとテンションでそのときの試験を考えるコーナー。

明日もちょ2 「AKB48 もしもの方程式」
超!A&G+限定コーナー。
みんなのメール読みタイガー2010（2010年1月 - 3月）番組でリスナーからのメールが読めてないという問題点を解消するためはじまったふつおたコーナー（2009年12月まで明日もちょ2で大喜利企画）
AKB48 自分クイズ
「AKB48 明日までもうちょっと。あした（タイトルの“あす”ではない）が来る前に、お別れです」を出し、当日の担当メンバーが一人ずつ名乗ってエンディング。

## 出演者
- AKB48
  - 週替わりで4-5名のメンバーが出演している。

### トークリーダー
2011年3月14日は東日本大震災関連特別編成のため休止。
| 年月       | 1週目           | 2週目            | 3週目            | 4週目            | 5週目            |
| ---------- | --------------- | ---------------- | ---------------- | ---------------- | ---------------- |
| 2007年10月 | 1日・前田敦子   | 8日・大島麻衣    | 15日・篠田麻里子 | 22日・戸島花     | 29日・大島優子   |
| 2007年11月 | 5日・小嶋陽菜   | 12日・峯岸みなみ | 19日・川崎希     | 26日・大島麻衣   | -                |
| 2007年12月 | 3日・野呂佳代   | 10日・大島麻衣   | 17日・大島麻衣   | 24日・篠田麻里子 | 31日・なし       |
| 2008年1月  | 7日・大島麻衣   | 14日・峯岸みなみ | 21日・板野友美   | 28日・小嶋陽菜   | -                |
| 2008年2月  | 4日・秋元才加   | 11日・大島麻衣   | 18日・大島麻衣   | 25日・大島優子   | -                |
| 2008年3月  | 3日・大島麻衣   | 10日・篠田麻里子 | 17日・小嶋陽菜   | 24日・篠田麻里子 | 31日・大島優子   |
| 2008年4月  | 7日・前田敦子   | 14日・高橋みなみ | 21日・秋元才加   | 28日・渡辺麻友   | -                |
| 2008年5月  | 5日・片山陽加   | 12日・大島麻衣   | 19日・前田敦子   | 26日・戸島花     | -                |
| 2008年6月  | 2日・戸島花     | 9日・篠田麻里子  | 16日・前田敦子   | 23日・菊地あやか | 30日・秋元才加   |
| 2008年7月  | 7日・前田敦子   | 14日・大島優子   | 21日・小嶋陽菜   | 28日・渡辺麻友   | -                |
| 2008年8月  | 4日・大島麻衣   | 11日・大島麻衣   | 18日・前田敦子   | 25日・渡辺麻友   | -                |
| 2008年9月  | 1日・篠田麻里子 | 8日・戸島花      | 15日・秋元才加   | 22日・大堀恵     | 29日・前田敦子   |
| 2008年10月 | 6日・前田敦子   | 13日・秋元才加   | 20日・秋元才加   | 27日・大島優子   | -                |
| 2008年11月 | 3日・大島優子   | 10日・前田敦子   | 17日・前田敦子   | 24日・前田敦子   | -                |
| 2008年12月 | 1日・柏木由紀   | 8日・前田敦子    | 15日・前田敦子   | 22日・秋元才加   | 29日・前田敦子   |
| 2009年1月  | 5日・高橋みなみ | 12日・大島優子   | 19日・大島優子   | 26日・前田敦子   | -                |
| 2009年2月  | 2日・前田敦子   | 9日・大島麻衣    | 16日・大島麻衣   | 23日・高橋みなみ | -                |
| 2009年3月  | 2日・峯岸みなみ | 9日・前田敦子    | 16日・大島優子   | 23日・秋元才加   | 30日・高橋みなみ |
| 2009年4月  | 6日・篠田麻里子 | 13日・高橋みなみ | 20日・篠田麻里子 | 27日・前田敦子   | -                |
| 2009年5月  | 4日・宮澤佐江   | 11日・倉持明日香 | 18日・前田敦子   | 25日・高橋みなみ | -                |
| 2009年6月  | 1日・前田敦子   | 8日・大島優子    | 15日・秋元才加   | 22日・北原里英   | 29日・秋元才加   |
| 2009年7月  | 6日・中田ちさと | 13日・前田敦子   | 20日・篠田麻里子 | 27日・前田敦子   | -                |
| 2009年8月  | 3日・高橋みなみ | 10日・前田敦子   | 17日・高橋みなみ | 24日・大島優子   | 31日・大島優子   |
| 2009年9月  | 7日・多田愛佳   | 14日・柏木由紀   | 21日・大島優子   | 28日・高橋みなみ | -                |
| 2009年10月 | 5日・渡辺麻友   | 12日・倉持明日香 | 19日・小嶋陽菜   | 26日・峯岸みなみ | -                |
| 2009年11月 | 2日・前田敦子   | 9日・大島優子    | 16日・指原莉乃   | 23日・前田敦子   | 30日・秋元才加   |
| 2009年12月 | 7日・宮崎美穂   | 14日・佐藤亜美菜 | 21日・篠田麻里子 | 28日・前田敦子   | -                |
| 2010年1月  | 4日・板野友美   | 11日・高橋みなみ | 18日・峯岸みなみ | 25日・渡辺麻友   | -                |
| 2010年2月  | 1日・柏木由紀   | 8日・峯岸みなみ  | 15日・宮澤佐江   | 22日・宮澤佐江   | -                |
| 2010年3月  | 1日・峯岸みなみ | 8日・北原里英    | 15日・大島優子   | 22日・柏木由紀   | 29日・佐藤亜美菜 |
| 2010年4月  | 5日・河西智美   | 12日・前田敦子   | 19日・前田敦子   | 26日・大島優子   | -                |
| 2010年5月  | 3日・篠田麻里子 | 10日・秋元才加   | 17日・前田敦子   | 24日・高橋みなみ | 31日・大島優子   |
| 2010年6月  | 7日・秋元才加   | 18日・秋元才加   | 21日・秋元才加   | 28日・多田愛佳   | -                |
| 2010年7月  | 5日・藤江れいな | 12日・倉持明日香 | 19日・仁藤萌乃   | 26日・柏木由紀   | -                |
| 2010年8月  | 2日・渡辺麻友   | 9日・秋元才加    | 16日・秋元才加   | 23日・仁藤萌乃   | 30日・小野恵令奈 |
| 2010年9月  | 6日・菊地あやか | 13日・峯岸みなみ | 20日・河西智美   | 27日・高城亜樹   | -                |
| 2010年10月 | 4日・倉持明日香 | 11日・渡辺麻友   | 18日・篠田麻里子 | 25日・高橋みなみ | -                |
| 2010年11月 | 1日・大島優子   | 8日・宮澤佐江    | 15日・高橋みなみ | 22日・渡辺麻友   | 29日・石田晴香   |
| 2010年12月 | 6日・内田眞由美 | 13日・大家志津香 | 20日・指原莉乃   | 27日・指原莉乃   | -                |
| 2011年1月  | 3日・大島優子   | 10日・板野友美   | 17日・高橋みなみ | 24日・秋元才加   | 31日・多田愛佳   |
| 2011年2月  | 7日・佐藤亜美菜 | 14日・篠田麻里子 | 21日・大島優子   | 28日・秋元才加   | -                |
| 2011年3月  | 7日・秋元才加   | 14日・休止       | 21日・           | 28日・           | -                |

### パートナー
2011年3月14日は大震災特別編成のため休止。
| 年月       | 1週目                                            | 2週目                                            | 3週目                                               | 4週目                                               | 5週目                                        |
| ---------- | ------------------------------------------------ | ------------------------------------------------ | --------------------------------------------------- | --------------------------------------------------- | -------------------------------------------- |
| 2007年10月 | 1日 大島麻衣 大島優子 秋元才加 野呂佳代 佐藤夏希 | 8日 大島優子 河西智美 宮澤佐江 小野恵令奈        | 15日 佐藤由加理 板野友美 河西智美 大堀恵            | 22日 篠田麻里子 秋元才加 宮澤佐江 小野恵令奈        | 29日 前田敦子 成田梨紗 高橋みなみ 峯岸みなみ |
| 2007年11月 | 5日 駒谷仁美 前田敦子 増田有華                   | 12日 板野友美 秋元才加 河西智美 松原夏海         | 19日 浦野一美 宮澤佐江 小林香菜 秋元才加            | 26日 小嶋陽菜 高橋みなみ 峯岸みなみ 大島優子        | -                                            |
| 2007年12月 | 3日 佐藤夏希 河西智美 大島麻衣 前田敦子          | 10日 高橋みなみ 峯岸みなみ 大島優子 小野恵令奈   | 17日 前田敦子 河西智美 野呂佳代 浦野一美            | 24日 小嶋陽菜 高橋みなみ 峯岸みなみ 大島麻衣        | 31日・なし                                   |
| 2008年1月  | 7日 篠田麻里子 小嶋陽菜 高橋みなみ 大島優子      | 14日 大島優子 河西智美 小野恵令奈 浦野一美       | 21日 峯岸みなみ 河西智美 松原夏海 大島優子          | 28日 駒谷仁美 前田敦子 佐藤由加理 大島優子          | -                                            |
| 2008年2月  | 4日 宮澤佐江 大島優子 早野薫 奥真奈美            | 11日 篠田麻里子 戸島花 成田梨紗 高橋みなみ       | 18日 篠田麻里子 小野恵令奈 河西智美 板野友美        | 25日 篠田麻里子 宮澤佐江 高橋みなみ 峯岸みなみ      | -                                            |
| 2008年3月  | 3日 河西智美 戸島花 佐藤由加理 川崎希            | 10日 秋元才加 宮澤佐江 松原夏海 戸島花           | 17日 前田敦子 峯岸みなみ 高橋みなみ 駒谷仁美        | 24日 前田敦子 松原夏海 川崎希 大堀恵                | 31日 梅田彩佳 戸島花 篠田麻里子 小林香菜     |
| 2008年4月  | 7日 大島優子 河西智美 板野友美 成田梨紗          | 14日 小嶋陽菜 秋元才加 小野恵令奈 松原夏海       | 21日 川崎希 宮澤佐江 大堀恵 佐藤由加理              | 28日 菊地あやか 柏木由紀 平嶋夏海 佐伯美香          | -                                            |
| 2008年5月  | 5日 仲川遥香 多田愛佳 米沢瑠美 浦野一美          | 12日 高橋みなみ 峯岸みなみ 板野友美 中西里菜     | 19日 小嶋陽菜 篠田麻里子 川崎希 佐藤由加理          | 26日 宮澤佐江 小野恵令奈 松原夏海 小林香菜          | -                                            |
| 2008年6月  | 2日 宮澤佐江 渡辺麻友 菊地あやか 柏木由紀        | 9日 中西里菜 大島麻衣 板野友美 佐藤由加理        | 16日 小嶋陽菜 駒谷仁美 高橋みなみ 成田梨紗          | 23日 柏木由紀 片山陽加 平嶋夏海 米沢瑠美            | 30日 宮澤佐江 松原夏海 梅田彩佳 小野恵令奈   |
| 2008年7月  | 7日 小嶋陽菜 峯岸みなみ 中西里菜 佐藤由加理      | 14日 前田敦子 大堀恵 川崎希 秋元才加             | 21日 駒谷仁美 小野恵令奈 秋元才加 梅田彩佳          | 28日 菊地あやか 柏木由紀 片山陽加 米沢瑠美          | -                                            |
| 2008年8月  | 4日 戸島花 中西里菜 高橋みなみ 宮崎美穂          | 11日 篠田麻里子 浦野一美                         | 18日 高橋みなみ 篠田麻里子 峯岸みなみ 北原里英      | 25日 柏木由紀 浦野一美 駒谷仁美 戸島花              | -                                            |
| 2008年9月  | 1日 前田敦子 中西里菜 北原里英 宮崎美穂          | 8日 篠田麻里子 駒谷仁美 小原春香 指原莉乃        | 15日 梅田彩佳 小野恵令奈 松原夏海 大堀恵            | 22日 大島優子 河西智美 小林香菜 奥真奈美            | 29日 篠田麻里子 川崎希 渡辺麻友 柏木由紀     |
| 2008年10月 | 6日 秋元才加 宮澤佐江 北原里英 宮崎美穂          | 13日 前田敦子 板野友美 倉持明日香 中田ちさと     | 20日 河西智美 奥真奈美 北原里英 仁藤萌乃            | 27日 渡辺麻友 柏木由紀 多田愛佳 仲川遥香            | -                                            |
| 2008年11月 | 3日 浦野一美 平嶋夏海 指原莉乃 仁藤萌乃          | 10日 秋元才加 河西智美 倉持明日香 北原里英       | 17日 板野友美 大堀恵 小野恵令奈 宮崎美穂            | 24日 板野友美 宮崎美穂 北原里英 藤江れいな          | -                                            |
| 2008年12月 | 1日 指原莉乃 仁藤萌乃 米沢瑠美 片山陽加          | 8日 篠田麻里子 秋元才加 佐藤亜美菜 藤江れいな    | 15日 篠田麻里子 秋元才加 小野恵令奈 倉持明日香      | 22日 河西智美 倉持明日香 仁藤萌乃 北原里英          | 29日 高橋みなみ 河西智美 柏木由紀 片山陽加   |
| 2009年1月  | 5日 前田敦子 秋元才加 倉持明日香 柏木由紀        | 12日 宮澤佐江 小野恵令奈 渡辺麻友 多田愛佳       | 19日 宮澤佐江 小林香菜 指原莉乃 仲川遥香            | 26日 高橋みなみ 渡辺麻友 宮崎美穂 中田ちさと        | -                                            |
| 2009年2月  | 2日 大島優子 宮澤佐江 倉持明日香 成瀬理沙        | 9日 宮澤佐江 秋元才加 藤江れいな 佐藤亜美菜      | 16日 前田敦子 大島優子 北原里英 高城亜樹            | 23日 柏木由紀 指原莉乃 小野恵令奈 倉持明日香        | -                                            |
| 2009年3月  | 2日 高橋みなみ 宮崎美穂 藤江れいな 河西智美      | 9日 高橋みなみ 峯岸みなみ 小野恵令奈 藤江れいな  | 16日 倉持明日香 板野友美 前田敦子 柏木由紀          | 23日 宮澤佐江 大島優子 指原莉乃 藤江れいな          | 30日 峯岸みなみ 板野友美 宮崎美穂 北原里英   |
| 2009年4月  | 6日 宮澤佐江 秋元才加 柏木由紀 指原莉乃          | 13日 宮澤佐江 篠田麻里子 佐藤由加理 藤江れいな   | 20日 前田敦子 北原里英 佐藤亜美菜                   | 27日 篠田麻里子 柏木由紀 高城亜樹 指原莉乃          | -                                            |
| 2009年5月  | 4日 秋元才加 小野恵令奈 松原夏海 梅田彩佳        | 11日 宮澤佐江 小林香菜 佐藤夏希 近野莉菜         | 18日 高橋みなみ 峯岸みなみ 指原莉乃 仁藤萌乃        | 25日 前田敦子 宮崎美穂 高城亜樹 佐藤亜美菜          | -                                            |
| 2009年6月  | 1日 大島優子 小野恵令奈 秋元才加 渡辺麻友        | 8日 前田敦子 宮澤佐江 宮崎美穂 峯岸みなみ        | 15日 倉持明日香 浦野一美 指原莉乃 仁藤萌乃          | 22日 藤江れいな 近野莉菜 秋元才加 大堀恵            | 29日 倉持明日香 小林香菜 指原莉乃 多田愛佳   |
| 2009年7月  | 6日 高城亜樹 藤江れいな 近野莉菜 浦野一美        | 13日 篠田麻里子 高橋みなみ 宮澤佐江 秋元才加     | 20日 高橋みなみ 前田敦子 秋元才加 宮澤佐江          | 27日 高橋みなみ 指原莉乃 多田愛佳 渡辺麻友          | -                                            |
| 2009年8月  | 3日 前田敦子 宮崎美穂 北原里英 佐藤亜美菜        | 10日 宮澤佐江 峯岸みなみ 倉持明日香 高城亜樹     | 17日 前田敦子 峯岸みなみ 柏木由紀 指原莉乃          | 24日 宮澤佐江 倉持明日香 増田有華                   | 31日 宮澤佐江 倉持明日香 増田有華            |
| 2009年9月  | 7日 高城亜樹 佐藤亜美菜 中田ちさと 佐藤夏希      | 14日 片山陽加 仲川遥香 近野莉菜 仲谷明香         | 21日 高橋みなみ 柏木由紀 峯岸みなみ 宮崎美穂        | 28日 大島優子 柏木由紀 前田敦子 北原里英            | -                                            |
| 2009年10月 | 5日 倉持明日香 多田愛佳 松原夏海 中塚智実        | 12日 渡辺麻友 仲川遥香 松原夏海 奥真奈美         | 19日 峯岸みなみ 小野恵令奈 高城亜樹 小森美果        | 26日 小野恵令奈 倉持明日香 多田愛佳 佐藤すみれ      | -                                            |
| 2009年11月 | 2日 大島優子 渡辺麻友 倉持明日香 仁藤萌乃        | 9日 前田敦子 渡辺麻友 高城亜樹 指原莉乃          | 16日 仁藤萌乃 北原里英 小森美果 佐藤すみれ          | 23日 大島優子 秋元才加 小森美果 峯岸みなみ          | 30日 大島優子 前田敦子 峯岸みなみ 佐藤すみれ |
| 2009年12月 | 7日 佐藤亜美菜 倉持明日香 高城亜樹 小森美果      | 14日 倉持明日香 高城亜樹 宮崎美穂 中田ちさと     | 21日 峯岸みなみ 秋元才加 宮崎美穂 指原莉乃          | 28日 宮澤佐江 小野恵令奈 篠田麻里子 仁藤萌乃        | -                                            |
| 2010年1月  | 4日 宮澤佐江 小野恵令奈 河西智美 北原里英        | 11日 倉持明日香 峯岸みなみ 佐藤亜美菜 佐藤すみれ | 18日 高橋みなみ 倉持明日香 仲谷明香 片山陽加        | 25日 柏木由紀 宮澤佐江 倉持明日香 河西智美          | -                                            |
| 2010年2月  | 1日 指原莉乃 渡辺麻友 仁藤萌乃 小森美果          | 8日 河西智美 板野友美 指原莉乃 佐藤すみれ        | 15日 宮崎美穂 高城亜樹 峯岸みなみ 仁藤萌乃          | 22日 北原里英 峯岸みなみ 宮崎美穂 近野莉菜          | -                                            |
| 2010年3月  | 1日 宮澤佐江 佐藤亜美菜 小森美果 北原里英        | 8日 宮澤佐江 峯岸みなみ 仁藤萌乃 宮崎美穂        | 15日 板野友美 河西智美 宮崎美穂 峯岸みなみ          | 22日 渡辺麻友 宮崎美穂 佐藤亜美菜 小森美果          | 29日 柏木由紀 宮崎美穂 小森美果 渡辺麻友     |
| 2010年4月  | 5日 宮澤佐江 北原里英 前田亜美 佐藤すみれ        | 12日 佐藤すみれ 宮澤佐江 北原里英 河西智美       | 19日 大島優子 倉持明日香 高城亜樹 宮崎美穂          | 25日 倉持明日香 前田敦子 北原里英 菊地あやか        | -                                            |
| 2010年5月  | 3日 秋元才加 峯岸みなみ 小野恵令奈 宮崎美穂      | 10日 篠田麻里子 倉持明日香 宮崎美穂 峯岸みなみ   | 17日 高橋みなみ 指原莉乃 中田ちさと 松原夏海        | 24日 前田敦子 指原莉乃 仲谷明香 大家志津香          | 31日 秋元才加 宮澤佐江 指原莉乃 多田愛佳     |
| 2010年6月  | 7日 宮澤佐江 倉持明日香 仲川遥香 大島優子        | 18日 仁藤萌乃 小林香菜 佐藤すみれ 近野莉菜       | 21日 仁藤萌乃 藤江れいな 松井咲子 佐藤亜美菜        | 28日 小野恵令奈 田名部生来 菊地あやか 米沢瑠美      | -                                            |
| 2010年7月  | 5日 佐藤すみれ 松井咲子 石田晴香 佐藤夏希        | 12日 仁藤萌乃 片山陽加 仲谷明香 平嶋夏海         | 19日 梅田彩佳 小林香菜 小森美果 倉持明日香          | 26日 佐藤すみれ 渡辺麻友 板野友美                   | -                                            |
| 2010年8月  | 2日 柏木由紀 板野友美 佐藤すみれ                 | 9日 佐藤亜美菜 宮澤佐江 小林香菜 増田有華        | 16日 佐藤亜美菜 仲川遥香 藤江れいな 佐藤すみれ      | 23日 秋元才加 宮崎美穂 小森美果 近野莉菜            | 30日 菊地あやか 小林香菜 佐藤夏希 田名部生来 |
| 2010年9月  | 6日 米沢瑠美 佐藤夏希 田名部生来 奥真奈美        | 13日 河西智美 指原莉乃 北原里英 大家志津香       | 20日 指原莉乃 大家志津香 北原里英 峯岸みなみ        | 27日 倉持明日香 佐藤亜美菜 仁藤萌乃 梅田彩佳        | -                                            |
| 2010年10月 | 4日 仁藤萌乃 佐藤亜美菜 梅田彩佳 高城亜樹        | 11日 高城亜樹 高橋みなみ 指原莉乃 篠田麻里子     | 18日 高橋みなみ 渡辺麻友 高城亜樹 指原莉乃          | 25日 篠田麻里子 指原莉乃 高城亜樹 渡辺麻友          | -                                            |
| 2010年11月 | 1日 宮澤佐江 仁藤萌乃 小森美果 佐藤亜美菜        | 8日 仁藤萌乃 小森美果 佐藤亜美菜 大島優子        | 15日 渡辺麻友 峯岸みなみ 北原里英 大島優子          | 22日 高橋みなみ 大島優子 北原里英 峯岸みなみ        | 29日 佐藤夏希 小林香菜 近野莉菜 田名部生来   |
| 2010年12月 | 6日 仲川遥香 中塚智実 松井咲子 倉持明日香        | 13日 宮崎美穂 佐藤亜美菜 仲谷明香 片山陽加       | 20日 大家志津香 宮崎美穂 仁藤萌乃 中田ちさと        | 27日 松原夏海 増田有華 仁藤萌乃 野中美郷            | -                                            |
| 2011年1月  | 3日 篠田麻里子 板野友美 高城亜樹 北原里英        | 10日 大島優子 高城亜樹 北原里英 篠田麻里子       | 17日 倉持明日香 秋元才加 宮澤佐江 仁藤萌乃          | 24日 宮澤佐江 仁藤萌乃 倉持明日香 高橋みなみ        | 31日 仲川遥香 菊地あやか 佐藤亜美菜 宮崎美穂 |
| 2011年2月  | 7日 多田愛佳 宮崎美穂 菊地あやか 仲川遥香        | 14日 高橋みなみ 板野友美 大島優子 柏木由紀       | 21日 柏木由紀 高橋みなみ 篠田麻里子 板野友美        | 28日 北原里英 仁藤萌乃 多田愛佳 大家志津香          | -                                            |
| 2011年3月  | 7日 多田愛佳 北原里英 仁藤萌乃 大家志津香        | 14日 休止                                        | 21日 岩佐美咲 中田ちさと 松井咲子 佐藤夏希 小林香菜 | 28日 岩佐美咲 中田ちさと 松井咲子 佐藤夏希 小林香菜 | -                                            |

### 教官
- K太郎

### 動画コーナー『AKB48 明日までもういっちょ』
: 文化放送ホームページの動画サイト（BBQR）にて、動画配信コンテンツ『AKB48 明日までもういっちょ』のコーナーがあり、出演メンバーのうち1人に番組収録後残ってもらい、K太郎と反省会をする内容が配信される。毎週木曜日に更新。たまにメンバー紹介とテロップが合致しないことがある。
- 『AKB48 明日までもういっちょ』出演メンバー

| 年月       | 1週目           | 2週目                               | 3週目            | 4週目            | 5週目            |
| ---------- | --------------- | ----------------------------------- | ---------------- | ---------------- | ---------------- |
| 2007年10月 | 4日・野呂佳代   | 11日・宮澤佐江                      | 18日・大堀恵     | 25日・戸島花     | -                |
| 2007年11月 | 1日・成田梨紗   | 8日・駒谷仁美                       | 15日・秋元才加   | 22日・浦野一美   | 29日・峯岸みなみ |
| 2007年12月 | 6日・大島麻衣   | 13日・高橋みなみ                    | 20日・河西智美   | 27日・高橋みなみ | -                |
| 2008年1月  | 3日・小野恵令奈 | 10日・大島麻衣                      | 17日・浦野一美   | 24日・松原夏海   | 31日・佐藤由加理 |
| 2008年2月  | 7日・早野薫     | 14日・篠田麻里子                    | 21日・板野友美   | 28日・大島優子   | -                |
| 2008年3月  | 6日・川崎希     | 13日・秋元才加                      | 20日・高橋みなみ | 27日・大堀恵     | -                |
| 2008年4月  | 3日・梅田彩佳   | 10日・河西智美                      | 17日・秋元才加   | 24日・川崎希     | -                |
| 2008年5月  | 1日・平嶋夏海   | 8日・多田愛佳                       | 15日・中西里菜   | 22日・佐藤由加理 | 29日・小林香菜   |
| 2008年6月  | 5日・柏木由紀   | 12日・中西里菜                      | 19日・駒谷仁美   | 26日・菊地あやか | -                |
| 2008年7月  | 3日・小野恵令奈 | 10日・峯岸みなみ                    | 17日・川崎希     | 24日・梅田彩佳   | 31日・渡辺麻友   |
| 2008年8月  | 7日・高橋みなみ | 14日・ 大島麻衣 篠田麻里子 浦野一美 | 21日・北原里英   | 28日・柏木由紀   | -                |
| 2008年9月  | 4日・宮崎美穂   | 11日・指原莉乃                      | 18日・秋元才加   | 25日・大堀恵     | -                |
| 2008年10月 | 2日・渡辺麻友   | 9日・宮澤佐江                       | 16日・倉持明日香 | 23日・仁藤萌乃   | 30日・仲川遥香   |
| 2008年11月 | 6日・浦野一美   | 13日・倉持明日香                    | 20日・宮崎美穂   | 27日・藤江れいな | -                |
| 2008年12月 | 4日・片山陽加   | 11日・佐藤亜美菜                    | 18日・秋元才加   | 25日・北原里英   | -                |
| 2009年1月  | 1日・高橋みなみ | 8日・柏木由紀                       | 15日・多田愛佳   | 22日・小林香菜   | 29日・渡辺麻友   |
| 2009年2月  | 5日・前田敦子   | 12日・佐藤亜美菜                    | 19日・大島麻衣   | 26日・柏木由紀   | -                |
| 2009年3月  | 5日・高橋みなみ | 12日・峯岸みなみ                    | 19日・倉持明日香 | 26日・指原莉乃   | -                |
| 2009年4月  | 2日・宮崎美穂   | 9日・篠田麻里子                     | 16日・藤江れいな | 23日・篠田麻里子 | 30日・柏木由紀   |
| 2009年5月  | 7日・秋元才加   | 14日・佐藤夏希                      | 21日・峯岸みなみ | 28日・高橋みなみ | -                |
| 2009年6月  | 4日・小野恵令奈 | 11日・宮崎美穂                      | 18日・浦野一美   | 25日・近野莉菜   | -                |
| 2009年7月  | 2日・小林香菜   | 9日・藤江れいな                     | 16日・高橋みなみ | 23日・秋元才加   | 30日・指原莉乃   |
| 2009年8月  | 6日・高橋みなみ | 13日・高城亜樹                      | 20日・指原莉乃   | 27日・宮澤佐江   | -                |
| 2009年9月  | 3日・増田有華   | 10日・佐藤夏希                      | 17日・仲谷明香   | 24日・大島優子   | -                |
| 2009年10月 | 1日・柏木由紀   | 8日・倉持明日香                     | 15日・渡辺麻友   | 22日・小森美果   | 29日・佐藤すみれ |
| 2009年11月 | 5日・仁藤萌乃   | 12日・高城亜樹                      | 19日・北原里英   | 26日・峯岸みなみ | -                |
| 2009年12月 | 3日・秋元才加   | 10日・佐藤亜美菜                    | 17日・中田ちさと | 24日・篠田麻里子 | -                |
| 2010年1月  | 5日・宮澤佐江   | 7日・板野友美                       | 14日・高橋みなみ | 21日・仲谷明香   | 28日・倉持明日香 |
| 2010年2月  | 4日・柏木由紀   | 11日・峯岸みなみ                    | 18日・宮崎美穂   | 25日・近野莉奈   | -                |
| 2010年3月  | 4日・佐藤亜美菜 | 11日・北原里英                      | 18日・河西智美   | 25日・小森美果   | -                |
| 2010年4月  | 1日・渡辺麻友   | 8日・前田亜美                       | 15日・宮澤佐江   | 22日・倉持明日香 | 29日・菊地あやか |
| 2010年5月  | 6日・小野恵令奈 | 13日・秋元才加                      | 20日・松原夏海   | 27日・大家志津香 | -                |
| 2010年6月  | 3日・多田愛佳   | 10日・倉持明日香                    | 17日・近野莉菜   | 24日・松井咲子   | -                |
| 2010年7月  | 1日・田名部生来 | 8日・佐藤夏希                       | 15日・片山陽加   | 22日・梅田彩佳   | 29日・佐藤すみれ |
| 2010年8月  | 5日・渡辺麻友   | 12日・増田有華                      | 19日・仲川遥香   | 26日・秋元才加   | -                |
| 2010年9月  | 2日・小野恵令奈 | 9日・奥真奈美                       | 16日・北原里英   | 23日・?          | 30日・佐藤亜美菜 |
| 2010年10月 | 7日・梅田彩佳   | 14日・指原莉乃                      | 21日・渡辺麻友   | 28日・高橋みなみ | -                |
| 2010年11月 | 4日・宮澤佐江   | 11日・小森美果                      | 18日・峯岸みなみ | 25日・北原里英   | -                |
| 2010年12月 | 2日・小林香菜   | 9日・内田眞由美                     | 16日・片山陽加   | 23日・大家志津香 | 30日・野中美郷   |
| 2011年1月  | 6日・篠田麻里子 | 13日・板野友美                      | 20日・倉持明日香 | 27日・秋元才加   | -                |
| 2011年2月  | 3日・多田愛佳   | 10日・佐藤亜美菜                    | 17日・高橋みなみ | 24日・柏木由紀   | -                |
| 2011年3月  | 3日・大家志津香 | 10日･北原里英                       | 17日・           | 24日・岩佐美咲   | 31日・佐藤夏希   |
| 2011年4月  | 7日・高橋みなみ | 14日･横山由依                       | 21日・北原里英   | 28日・宮澤佐江   |                  |

## ネット局
- 文化放送（QR）：月曜23:35 - 23:50（超A&G:水曜日 24:00 - 24:30）
- 秋田放送（ABS）：月曜23:35 - 23:50 ※2010年1月4日より開始。
- KBS京都（KBS）：月曜23:35 - 23:50 ※2009年1月5日より開始。
- 地方局ではおおむねナイターオフシーズンに放送されていたが、2010年度で地方局への30分ネットを取り止めた。

### 2009年10月から放送のラジオ局
- IBC岩手放送（IBC）：日曜21:30 - 22:00（2011年4月からはうっかりチャンネルを放送するため休止）[注 4]
- 山梨放送（YBS）：月曜21:00 - 21:30（2010年度は水曜日の同時間に放送）
- 山口放送（KRY）：日曜21:30 - 22:00
- 山陰放送（BSS）：日曜21:30 - 22:00

### 2010年10月から放送のラジオ局
- 山形放送（YBC）：日曜21:00 - 21:30 ※2007年10月 - 2008年3月までは、日曜23:00 - 23:30、2008年10月 - 2009年3月までは、水曜21:00 - 21:30に放送。
- 茨城放送（IBS）：月曜21:30 - 22:00 ※2008年10月 - 2009年3月までは、日曜16:20 - 16:50に放送。2009年度ナイターオフはネットせず。
- 東海ラジオ（SF）：日曜日21:30 - 22:00[注 5]
- 熊本放送（RKK）：土曜20:00 - 20:30
- 山陽放送（RSK）：日曜21:30 - 22:00
- 高知放送（RKC）：月曜23:30 - 24:00 ※2007年10月 - 2008年3月までは、土曜21:30 - 22:00に放送。
- 和歌山放送（WBS）：日曜21:30 - 22:00
- 大分放送（OBS）：土曜22:30 - 23:00

ちなみに2011年のナイターオフシーズンは地方局には全てネットしていない。

### 過去にネットされていたラジオ局
- ラジオ福島（rfc）：土曜22:30 - 23:00（2010年10月 - 2011年3月）
- ラジオ大阪（OBC）：月曜23:30 - 24:00
- 西日本放送（RNC）：日曜21:30 - 22:00（2007年10月 - 2008年3月）
- 大分放送（OBS）：土曜22:30 - 23:00
- 南海放送（RNB）：日曜22:30 - 23:00（2010年10月 - 2011年3月）
- 宮崎放送（MRT）：日曜23:00 - 23:30（2010年10月 - 2011年3月）